# John Vorster Square
John Vorster Square était le nom du quartier général de la police à Johannesbourg de 1974 à 1997, devenu célèbre pour les activités de la Direction de la sécurité au septième, neuvième et dixième étage du bâtiment.
Construit en 1968, baptisé en aout 1974 en hommage au premier ministre Balthazar Johannes Vorster, autrefois ministre de la police, John Vorster Square a été rebaptisé Johannesburg Central Police Station en septembre 1997. Simultanément, le buste en bronze de deux mètres de BJ Vorster, portant une plaque en cuivre, décorée de la devise sud-africaine Eendrag maak mag / l'union fait la force, située dans le hall d'entrée du poste de police, était transféré au Musée de la Police à Pretoria.
Entre le 27 octobre 1971 et le 30 janvier 1990, sept personnes sont mortes à John Vorster Square, dont certaines défénestrées et d'autres retrouvées pendues dans leur cellule, alors qu'elles y étaient en garde à vue en vertu de la loi d'apartheid sur la détention. Une huitième personne est décédée à l'hôpital une semaine après avoir été interrogé par la Direction de la sécurité. Un nombre indéterminé de détenus y auraient été aussi torturés.